# Landri Sales
Landri Sales é um município brasileiro do estado do Piauí, na Região Nordeste.